# Le Vieil-Évreux
Le Vieil-Évreux is een gemeente in het Franse departement Eure (regio Normandië) en telt 757 inwoners (1999). De plaats maakt deel uit van het arrondissement Évreux.

## Geschiedenis
Hier bevindt zich de archeologische site van de Gallo-Romeinse plaats Gisacum. Deze site van ongeveer 100 ha. ligt op 8 km van Évreux en hier vond sinds de negentiende eeuw archeologisch onderzoek plaats. Gisacum was vanaf de vroege eerste eeuw een religieus centrum van het Gallische volk der Aulerques Eburovices. Het Gallo-Romeinse Gisacum kende zijn hoogtepunt in de tweede eeuw maar werd verwoest tijdens de barbaarse invallen van de derde eeuw. In het centrum lagen een theater en thermen. Verder waren er een heiligdom, met meerdere tempels of fana, een handelswijk en rijke woonhuizen met gaanderijen en atria. Een aquaduct voorzag de nederzetting van water. De vondsten van de opgravingen worden tentoongesteld in het Museum van Évreux.

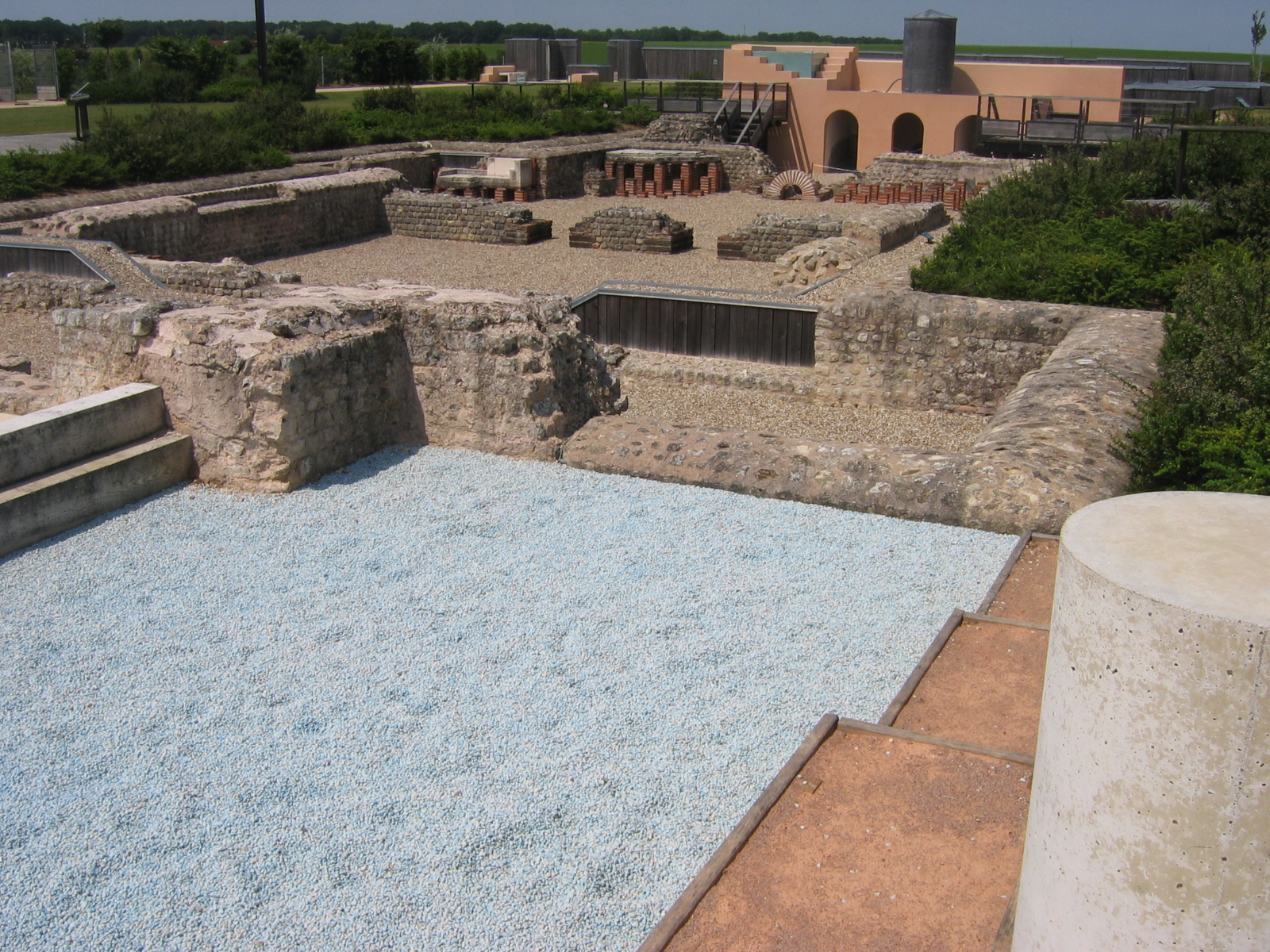
Thermen
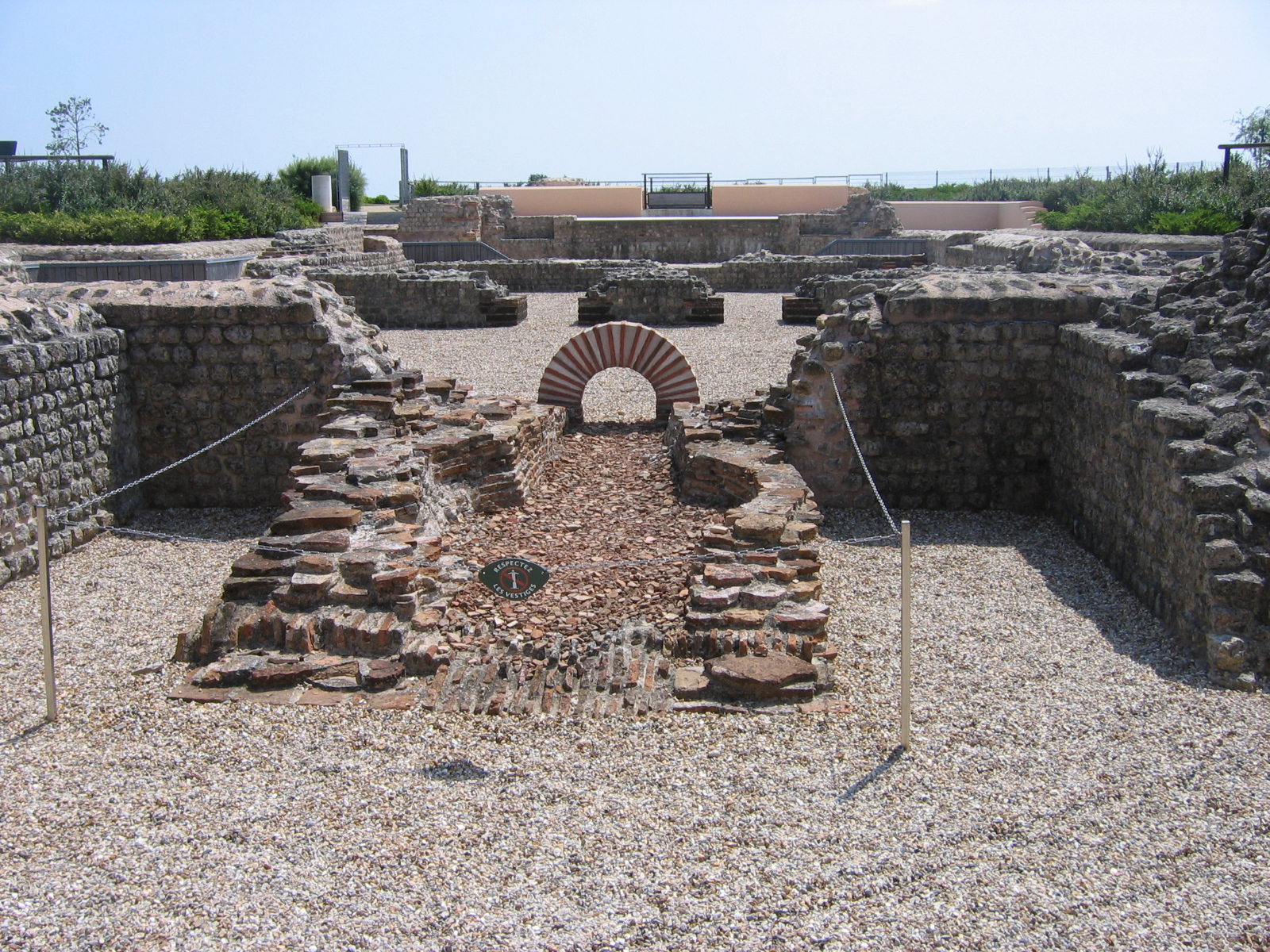
Thermen
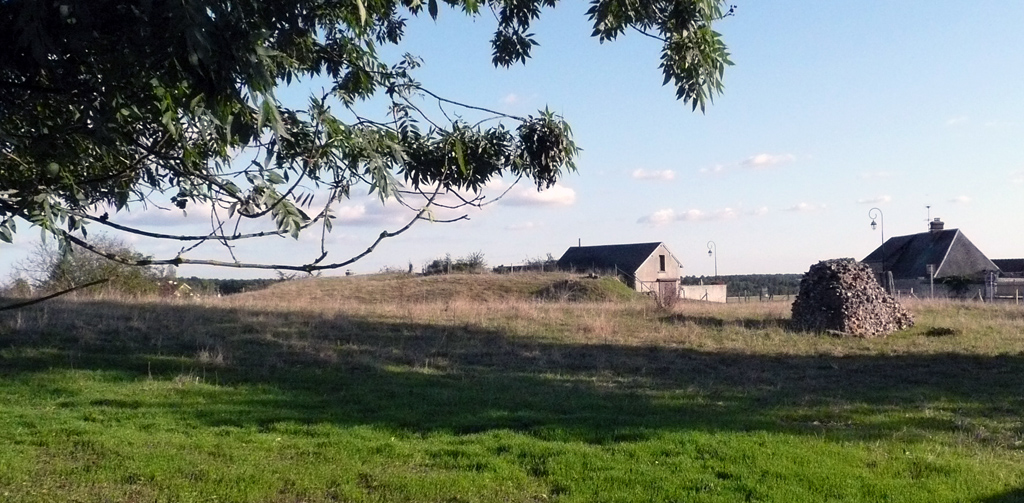
Romeins theater
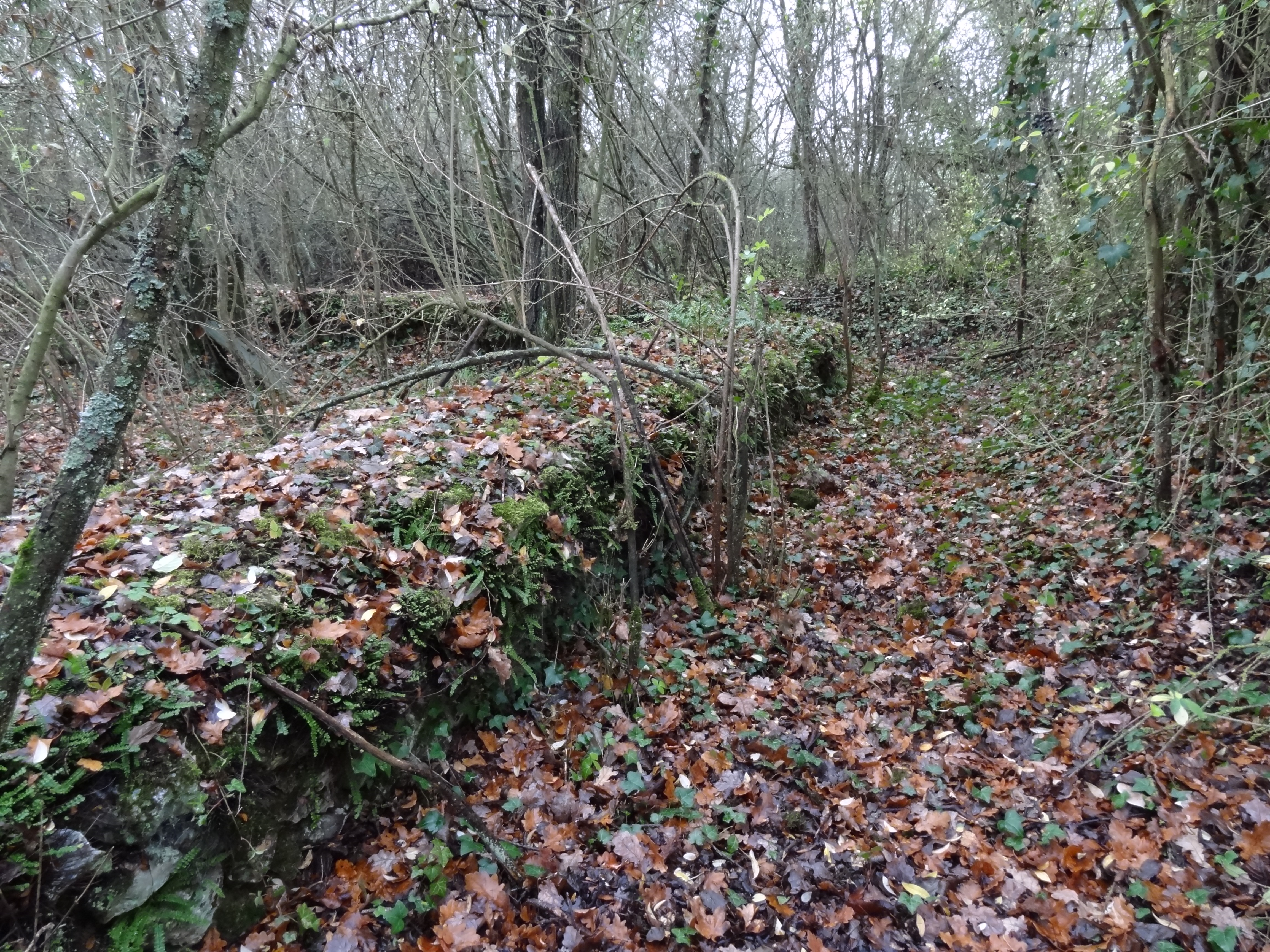
Fanum van Cracouville
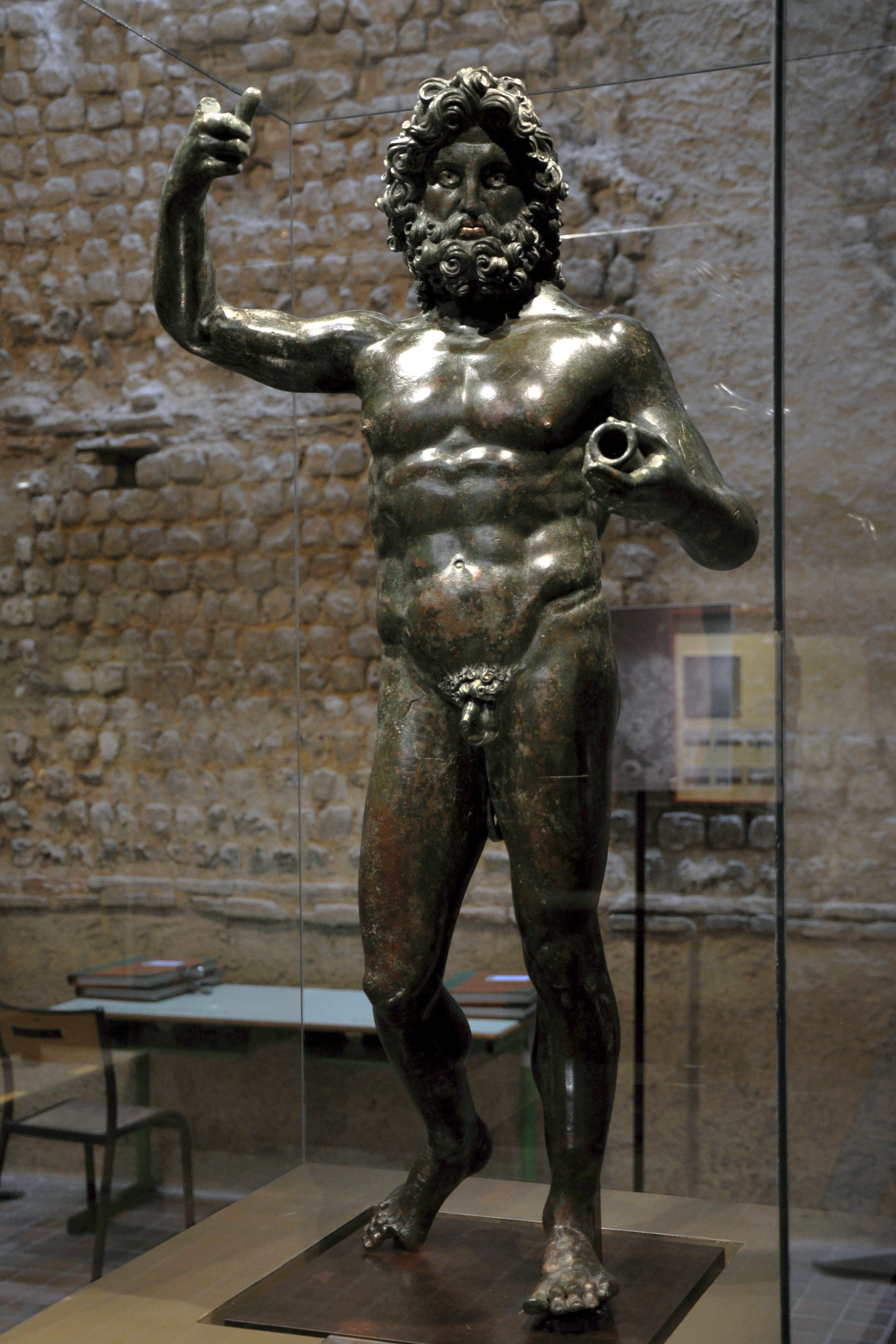
Jupiter Stator (Museum van Évreux)
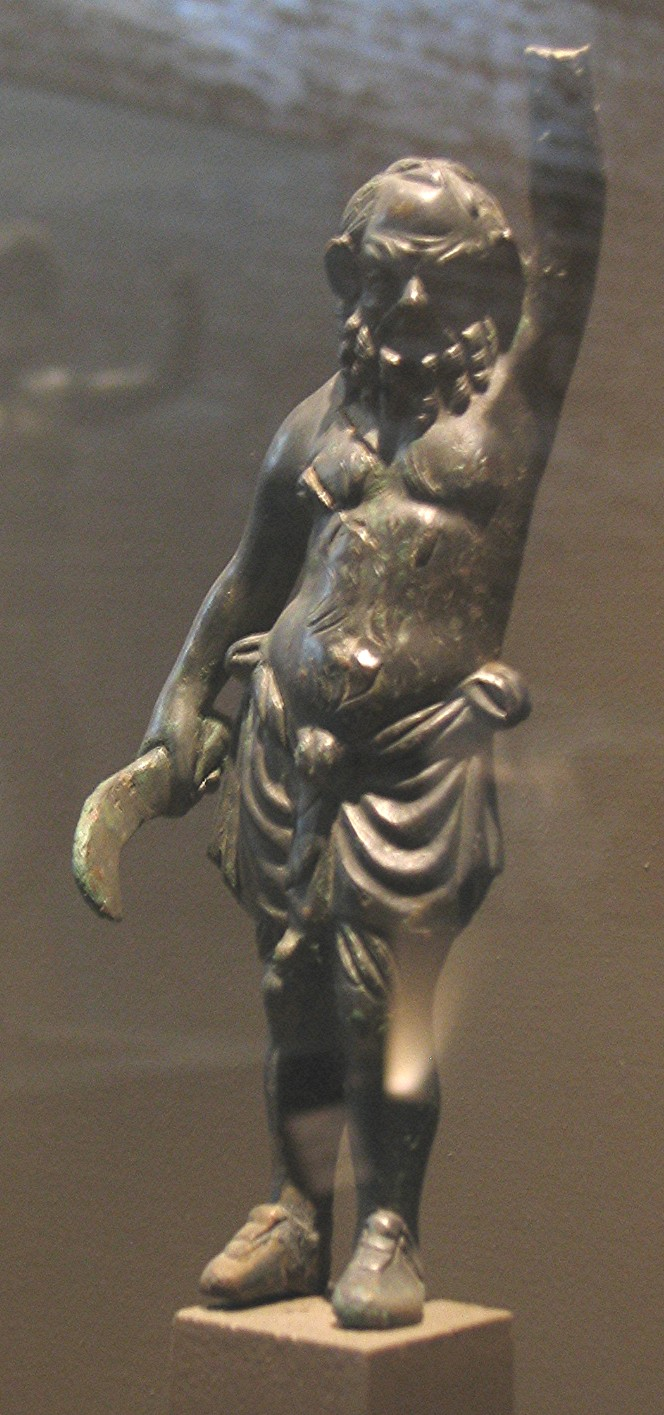
Sylene (Museum van Évreux)

Vanaf de vierde eeuw en gedurende de middeleeuwen was Le Vieil-Évreux enkel een klein dorp.

## Geografie
De oppervlakte van Le Vieil-Évreux bedraagt 11,5 km², de bevolkingsdichtheid is 65,8 inwoners per km².
De onderstaande kaart toont de ligging van Le Vieil-Évreux met de belangrijkste infrastructuur en aangrenzende gemeenten.

## Demografie
Onderstaande figuur toont het verloop van het inwonertal (bron: INSEE-tellingen).